# Dendrobium campbellii
Dendrobium campbellii är en orkidéart som beskrevs av Phillip James Cribb och Beverley Ann Lewis. Dendrobium campbellii ingår i släktet Dendrobium, och familjen orkidéer. Inga underarter finns listade i Catalogue of Life.